# Liste d'élections en 1912
Chronologie des élections
- 1908
- 1909
- 1910
- 1911
- 1912
- 1913
- 1914
- 1915
- 1916

Cet article recense les élections organisées durant l'année 1912.

## Élections nationales en 1912
Cette section concerne les élections législatives et présidentielles dans un état souverain, éventuellement fédéral, ainsi que leurs principaux référendums.
| Date                              | État                   | Élection ou référendum | Contexte                                                      | Résultat |
| --------------------------------- | ---------------------- | ---------------------- | ------------------------------------------------------------- | --- |
| 1912                              | République dominicaine | Présidentielle (en)    |                                                               | Cette section est vide, insuffisamment détaillée ou incomplète. Votre aide est la bienvenue ! Comment faire ?                    |
| 1912                              | Équateur               | Présidentielle (en)    |                                                               | Cette section est vide, insuffisamment détaillée ou incomplète. Votre aide est la bienvenue ! Comment faire ?                    |
| 7 janvier                         | France                 | Sénatoriales           |                                                               | Cette section est vide, insuffisamment détaillée ou incomplète. Votre aide est la bienvenue ! Comment faire ?                    |
| 12 janvier                        | Empire allemand        | Législatives           |                                                               | Le SPD remporte la pluralité des sièges au Reichstag. Une majorité d'opposants aux gouvernement impérial est élue à l'assemblée. |
| 16 janvier 1912 - 29 janvier 1913 | États-Unis             | Sénat (en)             |                                                               | Voir l'article Liste d'élections en 1913                                                                                         |
| 4 février                         | Suisse                 | Référendum (de)        | Loi fédérale sur l'assurance en cas de maladie et d'accidents | Acceptée |
| 15 - 20 février                   | Chine                  | Présidentielle (en)    |                                                               | Cette section est vide, insuffisamment détaillée ou incomplète. Votre aide est la bienvenue ! Comment faire ?                    |
| 3 mars                            | Chili                  | Législatives (es)      |                                                               | Cette section est vide, insuffisamment détaillée ou incomplète. Votre aide est la bienvenue ! Comment faire ?                    |
| 24 mars                           | Grèce                  | Législatives           |                                                               | Cette section est vide, insuffisamment détaillée ou incomplète. Votre aide est la bienvenue ! Comment faire ?                    |
| Avril                             | Empire ottoman         | Législatives (en)      |                                                               | Cette section est vide, insuffisamment détaillée ou incomplète. Votre aide est la bienvenue ! Comment faire ?                    |
| 1er avril                         | Serbie                 | Législatives (en)      |                                                               | Cette section est vide, insuffisamment détaillée ou incomplète. Votre aide est la bienvenue ! Comment faire ?                    |
| 7 avril                           | Argentine              | Législatives (en)      |                                                               | Cette section est vide, insuffisamment détaillée ou incomplète. Votre aide est la bienvenue ! Comment faire ?                    |
| 21 avril                          | Monaco                 | Legislatives (en)      |                                                               | Cette section est vide, insuffisamment détaillée ou incomplète. Votre aide est la bienvenue ! Comment faire ?                    |
| Mai                               | Bolivie                | Législatives (en)      |                                                               | Cette section est vide, insuffisamment détaillée ou incomplète. Votre aide est la bienvenue ! Comment faire ?                    |
| 15 mai                            | Japon                  | Législatives (en)      |                                                               | Le parti Rikken Seiyūkai est réélu avec une majorité des sièges à la chambre des représentants.                                  |
| 12 juin                           | Belgique               | Législatives           |                                                               | Cette section est vide, insuffisamment détaillée ou incomplète. Votre aide est la bienvenue ! Comment faire ?                    |
| 23 juin                           | Saint-Marin            | Législatives (en)      |                                                               | Cette section est vide, insuffisamment détaillée ou incomplète. Votre aide est la bienvenue ! Comment faire ?                    |
| 14 juillet                        | Panama                 | Présidentielle (en)    |                                                               | Cette section est vide, insuffisamment détaillée ou incomplète. Votre aide est la bienvenue ! Comment faire ?                    |
| 25 - 26 août                      | Pérou                  | Présidentielle (es)    |                                                               | Cette section est vide, insuffisamment détaillée ou incomplète. Votre aide est la bienvenue ! Comment faire ?                    |
| Septembre                         | Empire russe           | Législatives (en)      |                                                               | Cette section est vide, insuffisamment détaillée ou incomplète. Votre aide est la bienvenue ! Comment faire ?                    |
| Septembre                         | Suède                  | 1re Chambre (sv)       |                                                               | Cette section est vide, insuffisamment détaillée ou incomplète. Votre aide est la bienvenue ! Comment faire ?                    |
| 21 octobre - 11 novembre          | Norvège                | Législatives (en)      |                                                               | Cette section est vide, insuffisamment détaillée ou incomplète. Votre aide est la bienvenue ! Comment faire ?                    |
| 1er novembre                      | Cuba                   | Législatives (en)      |                                                               | Cette section est vide, insuffisamment détaillée ou incomplète. Votre aide est la bienvenue ! Comment faire ?                    |
| 1er novembre                      | Cuba                   | Présidentielle         |                                                               | Cette section est vide, insuffisamment détaillée ou incomplète. Votre aide est la bienvenue ! Comment faire ?                    |
| 2 novembre                        | Nicaragua              | Présidentielle (en)    |                                                               | Cette section est vide, insuffisamment détaillée ou incomplète. Votre aide est la bienvenue ! Comment faire ?                    |
| 5 novembre                        | États-Unis             | Présidentielle         |                                                               | Woodrow Wilson est élu président.                                                                                                |
| 5 novembre                        | États-Unis             | Chambre                |                                                               | Les Démocrates renforcent leur majorité.                                                                                         |
| 8 - 18 novembre                   | Roumanie               | Législatives (en)      |                                                               | Cette section est vide, insuffisamment détaillée ou incomplète. Votre aide est la bienvenue ! Comment faire ?                    |
| 24 novembre                       | Uruguay                | Sénatoriales (en)      |                                                               | Cette section est vide, insuffisamment détaillée ou incomplète. Votre aide est la bienvenue ! Comment faire ?                    |
| Décembre 1912 - février 1913      | Chine                  | Législatives (en)      |                                                               | Voir l'article Liste d'élections en 1913                                                                                         |
| 1912                              | Suède                  | Régionales (sv)        |                                                               | Cette section est vide, insuffisamment détaillée ou incomplète. Votre aide est la bienvenue ! Comment faire ?                    |

## Élections en subdivisions nationales en 1912
Cette section concerne les élections législatives dans un État fédéré, une subdivision territoriale ou une colonie d'un État souverain, ainsi que leurs principaux référendums.
| Date            | Subdivision           | État               | Élection ou référendum | Contexte | Résultat |
| --------------- | --------------------- | ------------------ | ---------------------- | -------- | --- |
| 3 janvier       | Île-du-Prince-Édouard | Canada             | Générales (en)         |          | Cette section est vide, insuffisamment détaillée ou incomplète. Votre aide est la bienvenue ! Comment faire ? |
| 2 février       | Îles Féroé            | Danemark           | Législatives           |          | Cette section est vide, insuffisamment détaillée ou incomplète. Votre aide est la bienvenue ! Comment faire ? |
| 10 février      | Australie-Méridionale | Australie          | Législatives (en)      |          | Cette section est vide, insuffisamment détaillée ou incomplète. Votre aide est la bienvenue ! Comment faire ? |
| 28 mars         | Colombie-Britannique  | Canada             | Générales (en)         |          | Cette section est vide, insuffisamment détaillée ou incomplète. Votre aide est la bienvenue ! Comment faire ? |
| Mars - avril    | Suriname              | Pays-Bas           | Législatives (en)      |          | Cette section est vide, insuffisamment détaillée ou incomplète. Votre aide est la bienvenue ! Comment faire ? |
| 27 avril        | Queensland            | Australie          | Législatives (en)      |          | Cette section est vide, insuffisamment détaillée ou incomplète. Votre aide est la bienvenue ! Comment faire ? |
| 29 avril        | Yukon                 | Canada             | Générales (en)         |          | Cette section est vide, insuffisamment détaillée ou incomplète. Votre aide est la bienvenue ! Comment faire ? |
| 30 avril        | Tasmanie              | Australie          | Légoislatives (en)     |          | Cette section est vide, insuffisamment détaillée ou incomplète. Votre aide est la bienvenue ! Comment faire ? |
| 15 mai          | Québec                | Canada             | Générales              |          | Le Parti libéral de Lomer Gouin est réélu.                                                                    |
| 4 juin          | Philippines           | États-Unis         | Législatives (en)      |          | Cette section est vide, insuffisamment détaillée ou incomplète. Votre aide est la bienvenue ! Comment faire ? |
| 10 juin         | Nouveau-Brunswick     | Canada             | Générales              |          | Le gouvernement de James Kidd Flemming est réélu.                                                             |
| 11 juillet      | Saskatchewan          | Canada             | Générales              |          | Le Parti libéral de la Saskatchewan de Walter Scott est réélu.                                                |
| 16 - 17 octobre | Malte                 | Empire britannique | Générales (en)         |          | Cette section est vide, insuffisamment détaillée ou incomplète. Votre aide est la bienvenue ! Comment faire ? |
| 8 novembre      | Porto Rico            | États-Unis         | Générales (es)         |          | Cette section est vide, insuffisamment détaillée ou incomplète. Votre aide est la bienvenue ! Comment faire ? |